# (5899) Jedicke
(5899) Jedicke (1986 AH) – planetoida z pasa głównego asteroid okrążająca Słońce w ciągu 2,68 lat w średniej odległości 1,93 j.a. Odkryta 9 stycznia 1986 roku.